# ICE TD

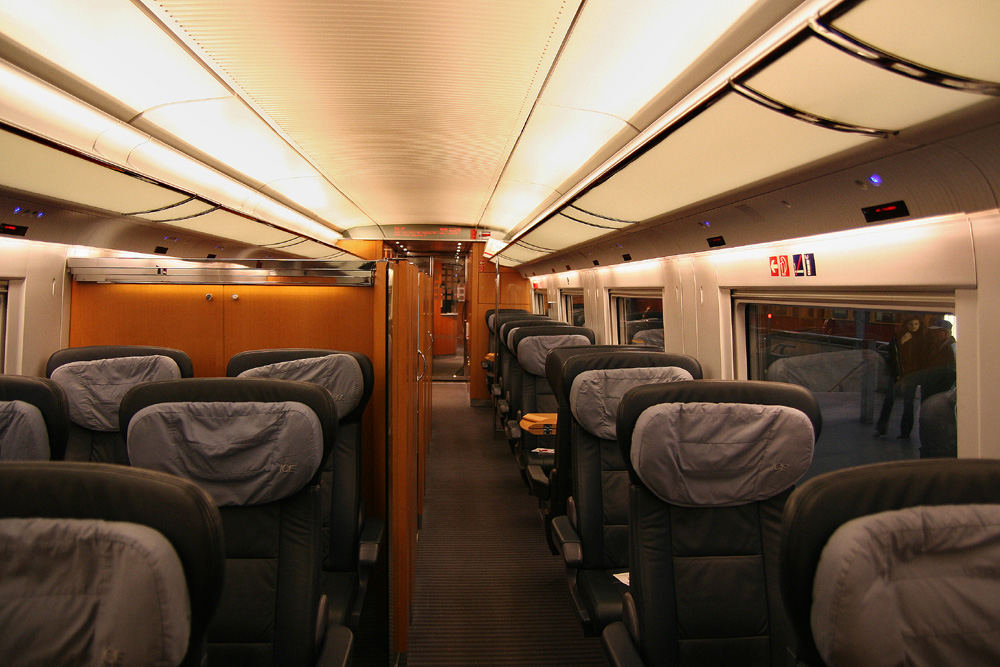
Első osztály

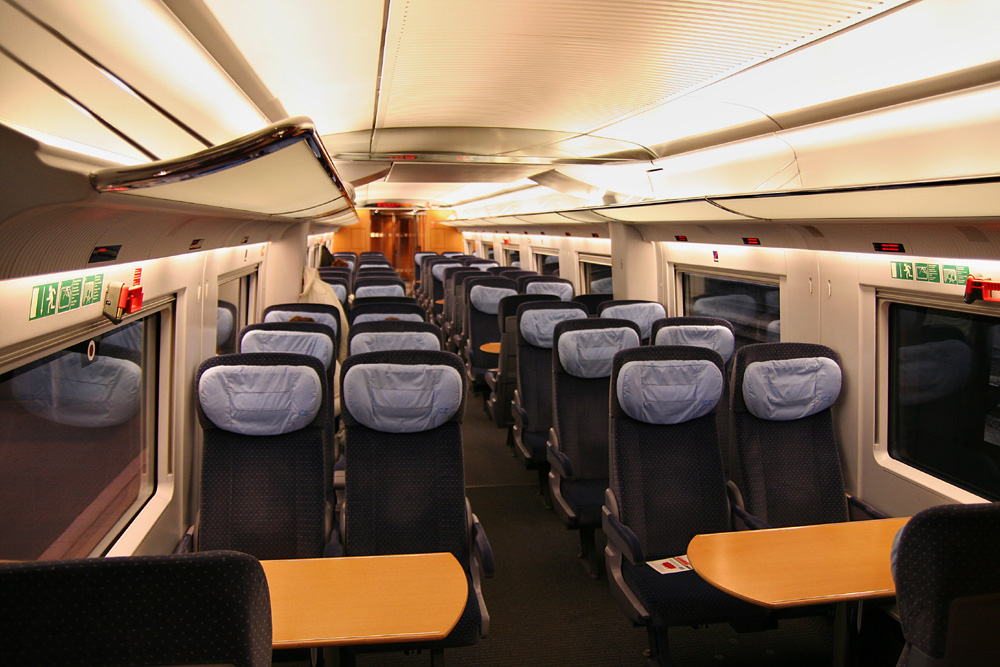
Másodosztály

AZ ICE TD a Deutsche Bahn nagysebességű, 2'Bo'+Bo'2'+2'Bo'+Bo'2' tengelyelrendezésű dízelmotorvonat-sorozata. 2001-ben a Siemens Transportation Systems és a Bombardier gyártott belőle összesen 20 db-ot a DB részére. A motorvonatok nem váltak be, ezért a DB már 2017-ben a selejtezésük mellett döntött.

## Története
A forgalomba állásuk után a Német Vasutak elnöke, Hartmut Mehdorn, bírálta az új ICE TD vonatokat, melyek Nürnbergtől Drezdáig és Zürichig közlekednek.Ezen vonalak távolsági forgalmának ellátására készültek a 605-ös sorozatú négyrészes dízel ICE-motorvonatok. A jármű minden kocsijában egy-egy 560 kW teljesítményű dízelmotor van. A 605-ös sorozatú motorvonatok külsőre hasonlítanak az ICE-T motorvonatokhoz: ívbe billenő kocsiszekrényük van. A hasonlóság azonban csak külső: a 605-ös sorozat ívbe billenő technikája a Siemens (SGP) fejlesztése-szemben a 411 és 415-ös sorozatú motorvonatokon használt jól bevált olasz eredetű Alstom-technikával. A járművek elvileg közlekedhett volna a ICE-T motorvonatokkal, erre azonban üzemszerűen sosem került sor. A vonatok üzembe állítása sokáig elhúzódott, végül 2001 tavaszán álltak utasforgalomba a Nürnberg-Drezda vonalon. A Siemens által épített vonatok számos technikai problémával küszködtek. Már az első hetekben számos problémát találtak a vonatok ívbe billenő technikájával, ez a Nürnberg-Drezda vonalon szinte állandó késésekhez vezetett. Egy kisiklás 2002 decemberében pedig rávilágított a forgóvázak tervezési hibájára, ami ahhoz vezetett, hogy 2003 nyarán, alig két évi üzem után a német vasúti Hivatal (EBA) a 605-ös sorozat közlekedését megtiltotta. Ekkor a DB a néhány évvel korábban 280 millió márkáért (hozzávetőlegesen 35 milliárd forint) vásárolt járműveket kivonta az utasforgalomból. Ezt Mehdorn, mint katasztrófát említette, és hozzáfűzte, soha többé nem rendel a német vasút új vonatot anélkül, hogy a prototípust legalább egy évig ki ne próbálnák napi üzemben. Valószínűleg e vonatok beszerzése volt a DB történetének egyik legrosszabb üzlete.

## Alkalmazásuk
A Drezda-Nürnberg közötti rövid idejű alkalmazást követően a motorvonatokat leállították, majd átépítés után ívbeállás nélkül a német belföldi IC és ICE-forgalomban erősítésképpen használták őket, majd 2007 decembere óta a Hamburg-Koppenhága vonalon, a DSB-vel közösen kezdték üzemeltetni őket. A DSB-nél a motorvonatok beváltak, 2008-ban már Hamburg-Padborg-Aarhus között EC-forgalomban is jártak ICE-TD vonatok.

## Selejtezésük
Egy megvalósíthatósági tanulmány részeként a DB megvizsgálta, hogy a motorvonatokat vontassák-e a DB 101 sorozatú vagy a DB 120 sorozatú  mozdonyokkal. A tervet végül elvetették.
Időközben azonban az 5517-es (2015 októberében) és az 5519-es (2016 januárjában) egységeket Halléban (Saale) ellenőrizték, és további hat-nyolc évvel meghosszabbították az üzemüket.
A három megmaradt egységet utoljára az ICE 1230/1233 vonatpáron használták Hamburg és Koppenhága között. Az ICE-TD-k utoljára 2017. szeptember 30-án közlekedtek menetrend szerinti forgalomban.

## A motorvonatok nevei
Néhány vonat a pályaszámon felül nevet is kapott:
- Tz5501 – Regensburg
- Tz5504 – Nürnberg
- Tz5505 – Memmingen
- Tz5511 – Mühldorf a. Inn
- Tz5517 – Hansestadt Lübeck
- Tz5520 – Westerland (Sylt)